# Cezary Łazarewicz

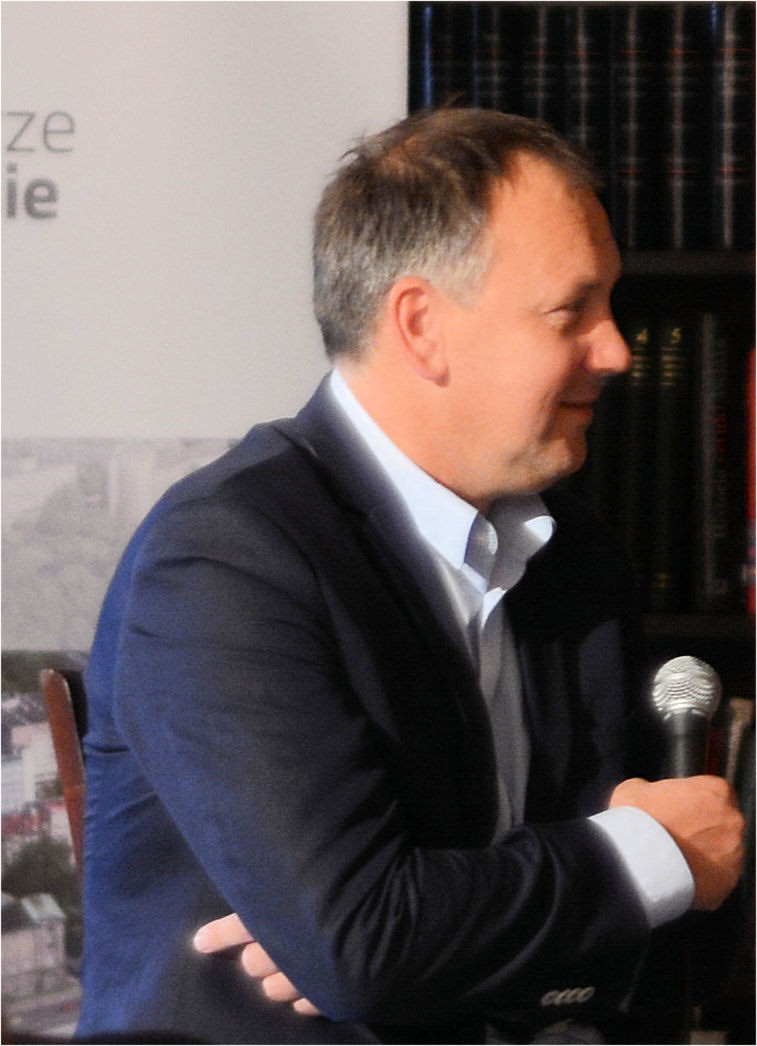
Cezary Łazarewicz (2015)

Cezary Łazarewicz (* 6. Juli 1966 in Darłowo) ist ein polnischer Journalist und Publizist.

## Leben
Łazarewicz besuchte die Schule in Darłowo. In den 1980er Jahren engagierte er sich in der Oppositionsbewegung Ruch Wolności i Pokoju (Bewegung für Freiheit und Frieden) sowie auf lokaler Ebene für ökologische Belange. 1989 war er Mitbegründer der Zeitung Gazeta Obywatelska und arbeitete ab 1991 als Journalist für die Gazeta Wyborcza. Von 2000 bis 2003 war er Redakteur des Stettiner Radiosenders Radio na Fali. Anschließend arbeitete er für Przekrój und seit 2007 für Polityka.

## Publikationen
- Kafka z Mrożkiem. Reportaże pomorskie, 2012
- Sześć pięter luksusu. Przrwana historia domu braci Jabłkowskich, 2013
- Elegancki morderca, 2015
- Żeby nie było śladów. Sprawa Grzegorza Przemyka, 2016
- Tu mówi Polska. Reportaże z Pomorza, 2017
- Koronkowa robota. Sprawa Gorgonowej, 2018

## Auszeichnungen
- 2017: Nike-Literaturpreis für Żeby nie było śladów. Sprawa Grzegorza Przemyka